# Heping (sockenhuvudort i Kina, Qinghai Sheng, lat 36,63, long 101,24)
Heping (kinesiska: 和平, 和平乡) är en sockenhuvudort i Kina. Den ligger i provinsen Qinghai, i den nordvästra delen av landet, omkring 47 kilometer väster om provinshuvudstaden Xining. Antalet invånare är 13 628. Befolkningen består av 6 408 kvinnor och 7 220 män. Barn under 15 år utgör 17,0 %, vuxna 15-64 år 75 %, och äldre över 65 år 6,0 %.
Runt Heping är det ganska tätbefolkat, med 75 invånare per kvadratkilometer. Närmaste större samhälle är Huangyuan Chengguanzhen, 6,5 km norr om Heping. Trakten runt Heping består i huvudsak av gräsmarker.
Genomsnittlig årsnederbörd är 470 millimeter. Den regnigaste månaden är juli, med i genomsnitt 130 mm nederbörd, och den torraste är januari, med 2 mm nederbörd.